# Eupalí
Eupalí (grec antic: Εὐπαλῖνος, llatí: Eupalinus) fou un arquitecte grec nascut a Mègara que va construir el gran aqüeducte conegut amb el nom de túnel d'Eupalí, a Samos, que travessa el mont Kastro, construït probablement en temps del tirà Polícrates.